# Święcieniec (gromada)
Święcieniec – dawna gromada, czyli najmniejsza jednostka podziału terytorialnego Polskiej Rzeczypospolitej Ludowej w latach 1954–1972.
Gromady, z gromadzkimi radami narodowymi (GRN) jako organami władzy najniższego stopnia na wsi, funkcjonowały od reformy reorganizującej administrację wiejską przeprowadzonej jesienią 1954 do momentu ich zniesienia z dniem 1 stycznia 1973, tym samym wypierając organizację gminną w latach 1954–1972.
Gromadę Święcieniec z siedzibą GRN w Święcieńcu utworzono – jako jedną z 8759 gromad na obszarze Polski – w powiecie płockim w woj. warszawskim, na mocy uchwały nr VI/10/13/54 WRN w Warszawie z dnia 5 października 1954. W skład jednostki weszły obszary dotychczasowych gromad Barcikowo, Mijakowo, Pepłowo, Ramutowo, Ramutówko i Samborz oraz wieś Kanigowo z dotychczasowej gromady Kanigowo ze zniesionej gminy Miszewo Murowane w tymże powiecie. Dla gromady ustalono 14 członków gromadzkiej rady narodowej.
31 grudnia 1959 1 stycznia 1960 z gromady Święcieniec wyłączono wieś Sambórz, włączając ją do gromady Radzanowo w tymże powiecie, po czym gromadę Święcieniec zniesiono a jej (pozostały) obszar włączono do gromady Miszewo Murowane tamże (wykreślone zmiany retroaktywnie uchylone uchwałami z 25 lutego 1960).